# Bartomeu Bosch Sansó
Bartomeu Bosch Sansó (Palma, 7 de febrer de 1893 - març del 1968) fou un prevere i llatinista mallorquí.

## Formació i sacerdoci
Estudia al Seminari diocesà de Sant Pere, de Mallorca. Cursa el batxillerat com a alumne lliure de l'Institut de Palma i es titula el 1916. Fou ordenat prevere el 28 de novembre de 1915. Participà en el certamen del Seminari presentant els treballs números 227, 228, 229, 230 i 231. Començà el seu ministeri a la Cúria Diocesana, com a bibliotecari i cronista, Va ser professor del Seminari. Fou el Capellà de les Filles de la Sagrada Família i viceconciliari de les Joves d'Acció Catòlica.

## Docència i activitat repressora
Es llicencia en filosofia i lletres i s'especialitza en llengua llatina. Guanyà per oposició la càtedra de llatí de L'Institut General i Tècnic de Girona. El setembre del 1936 va ser nomenat delegat del Rector de la Universitat de Sevilla a l'Institut de Palma i com a tal destituí el director, Sebastià Font Salvà, que uns mesos abans havia estat reelegit i tot seguit li comunicà que havia estat jubilat abans de fer l'edat reglamentària. El setembre del 1936 el Governador civil, Antonio Álvarez-Ossorio, el nomena director de l'Institut i membre del Tribunal depurador del personal de magisteri. El 23 d'octubre va ser nomenat president del Consell Provincial d'Ensenyament, que restablí  les càtedres de religió. Tot seguit, esdevingué president de la Comissió per a la Depuració del Personal dels centres d'ensenyament secundari i professional. Va ser director de l'Institut durant 19 anys (1936-1955) i, a més, va ser el director del Col·legi de la Immaculada. Ell i el militar falangista Mateu Torres Bestard foren dos dels ideòlegs de l'aplicació primerenca dels ideals nacionalcatòlics a l'escola mallorquina. Publicà diversos manuals per a l'ensenyament del llatí als estudiants de batxillerat: 1926, Sintaxis latina; 1944-1948 Antología Latina; 1946 Cursos de Latín; 1960 Palestra, Método de latín para el tercero y cuarto año del Bachillerato. Jubilat el 1963, morí als 74 anys.